# EWA DT101
Der EWA DT101 war ein vierachsiger Dampftriebwagen der Eisenbahn Wien-Aspang (EWA). Das Fahrzeug blieb ein Einzelstück.

## Das Fahrzeug
Der Triebwagen mit der Achsfolge B´2´h3t wurde im Jahr 1935 bei der Lokomotivfabrik Floridsdorf beschafft, einer der Konstrukteure war Adolph Giesl-Gieslingen. Er wurde von einer im Triebdrehgestell liegend gelagerten, abgekapselten Dreizylinder-Heißdampfmaschine angetrieben. Sie war so angeordnet, dass überhängende Massen vermieden wurden. Die Kuppelstangen der Treibradsätze waren zwecks Gewichtsreduzierung gelöchert. Der in der Wagenmitte situierte ölgefeuerte Kessel entwickelte eine Dampfleistung von 400 PS. Damit war der Triebwagen in der Lage, bis zu sechs zweiachsige Personenwagen zu ziehen. Der Wagenkasten war créme-rot lackiert, auf den Seitenwänden befand sich in Messinglettern der Schriftzug „Eisenbahn Wien-Aspang“.
Nach seiner Indienststellung verkehrte der Dampftriebwagen auf der Aspangbahn und auch auf der anschließenden Wechselbahn. Im Innenraum hatte er mit einer Abteilbreite von 1074 bis 1370 mm bei einer Gangbreite von nur 620 mm eine für die Fahrgäste recht beengte Bauweise. Der Arbeitsplatz des Triebwagenführers (für Einmannbedienung) befand sich über den Räumen für die Fahrgäste, rund 2,20 m über der Schienenoberkante. Durch das ungewöhnliche Aussehen wurde er als „U-Boot“ bezeichnet.
Als die BBÖ im Jahre 1937 die EWA im Pachtbetrieb übernahm, erhielt der Triebwagen die Nummer DT 2.01. Die Deutsche Reichsbahn reihte ihn 1938 als C4idT 17 ein und brachte das Fahrzeug nach München, wo es wegen Ölmangel nicht mehr verwendet wurde. Ein geplanter Umbau auf Gasgenerator-Antrieb unterblieb und der Triebwagen blieb im RAW Nürnberg abgestellt. Im Krieg beschädigt und wieder instand gesetzt, kehrte der Triebwagen erst 1948 nach Österreich zurück.
Im neuen Reihenbezeichnungssystem der ÖBB von 1953 erhielt er die Bezeichnung ÖBB 3041.01. Er wurde auf den Strecken Linz–Summerau und St. Valentin – Gaisbach-Wartberg eingesetzt. Als ein Teil der letzteren Strecke stillgelegt wurde, wurde der Triebwagen wegen seiner als Einzelstück zu hohen Instandhaltungskosten aus dem Verkehr gezogen und 1956 in einen Bauzug-Küchenwagen umgebaut. Dabei erhielt er die neue Nummer 990.137.
Das Fahrzeug gilt 1979 als ausgemustert. Über seinen Verbleib ist nichts bekannt.